# Boiga nigriceps
Boiga nigriceps is een slanke slang uit de familie toornslangachtigen (Colubridae) en de onderfamilie Colubrinae..

## Naam en indeling
De wetenschappelijke naam van de soort werd voor het eerst voorgesteld door Albert Günther in 1863. Oorspronkelijk werd de wetenschappelijke naam Dipsas nigriceps gebruikt.

### Ondersoorten
De soort wordt verdeeld in twee ondersoorten die onderstaand zijn weergegeven, met de auteur en het verspreidingsgebied.
Het geslacht omvat de volgende soorten, met de auteur en het verspreidingsgebied.
| Naam                       | Auteur        | Verspreidingsgebied                 |
| -------------------------- | ------------- | ----------------------------------- |
| Boiga nigriceps brevicauda | Smith, 1926   | Indonesië                           |
| Boiga nigriceps nigriceps  | Günther, 1863 | De rest van het verspreidingsgebied |

## Uiterlijke kenmerken
De slang wordt maximaal 175 centimeter lang en heeft een roodbruin tot bruine kleur, meestal zonder tekening, en een opvallende donkere kop, meestal zeer donkerbruin, en zelden zwart zoals de wetenschappelijke soortnaam doet vermoeden. Door het grote verspreidingsgebied komen echter vele kleurenvariaties voor. Deze soort heeft een kleine ronde kop en is erg dun en lenig, en heeft relatief grote ogen die aan de katslang (Telescopus fallax) doen denken.

## Levenswijze
Vanwege de geringe lengte bestaat het voedsel uit wat kleinere prooien zoals insecten en kleine knaagdieren.

## Verspreiding en habitat

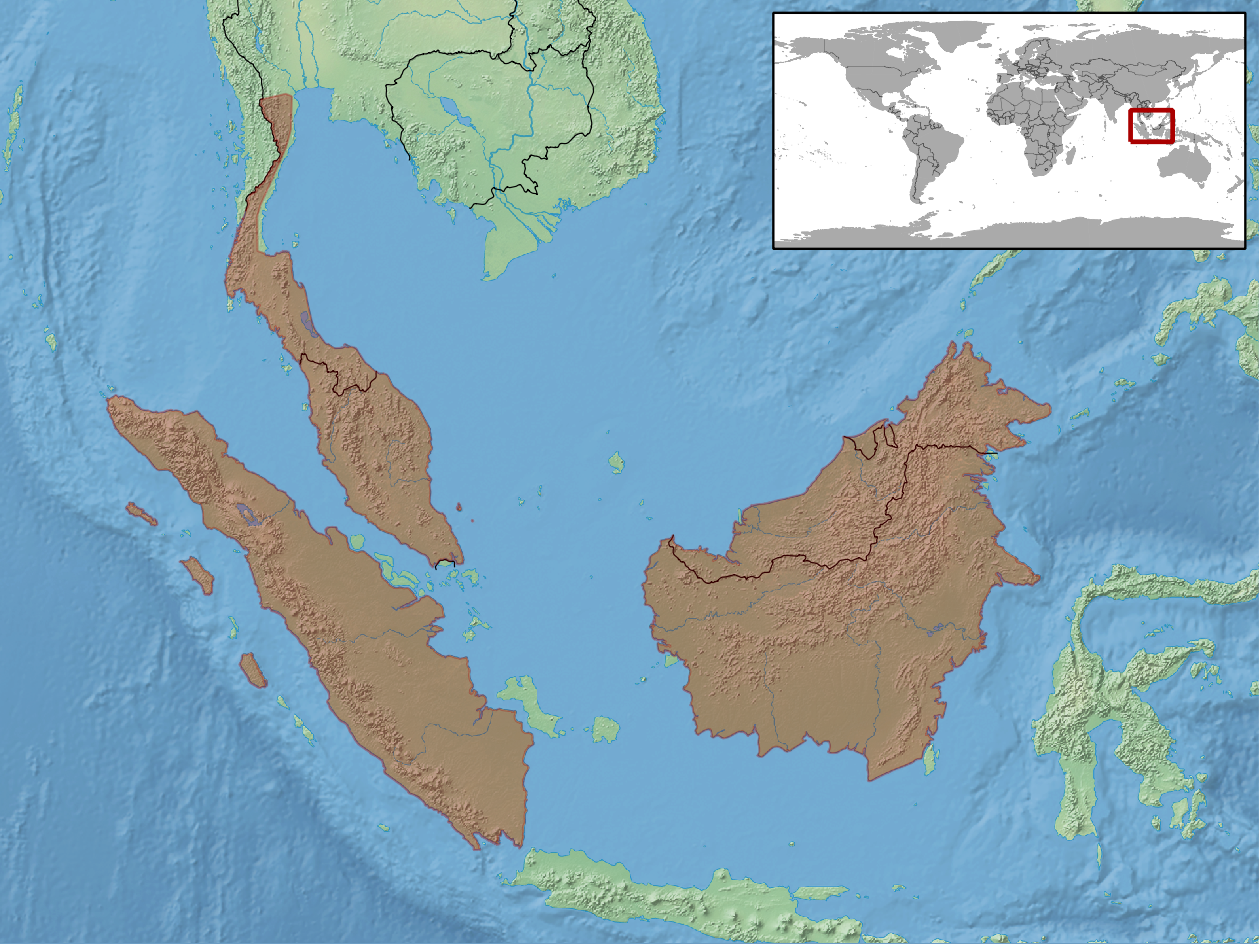
Verspreidingsgebied in het bruin.

De soort komt voor in China, Indonesië, Maleisië en Thailand. De habitat bestaat uit vochtige, bosachtige omgevingen, de slang leeft in hoge bomen of struiken; en komt niet graag op de bodem. Wel houdt hij van water en neemt regelmatig een bad, vermoedelijk om parasieten af te schudden. Meestal wordt deze slang aangetroffen in mangrovebossen waar het zeewater binnen stroomt en de bomen bovengrondse wortels hebben waar de slang zich goed tussen kan verschuilen. Boiga nigriceps is een nachtactieve soort die tijdens de schemering tevoorschijn komt. De soort is aangetroffen van zeeniveau tot op een hoogte van ongeveer 600 meter boven zeeniveau.

## Beschermingsstatus
Door de internationale natuurbeschermingsorganisatie IUCN is de beschermingsstatus 'veilig' toegewezen (Least Concern of LC).